# Christine Schwarz-Thiersch
Christine Schwarz-Thiersch (* 25. Dezember 1908 in Freiburg im Breisgau; † 25. November 1992 in Walkringen) war eine Malerin und Autorin.

## Leben

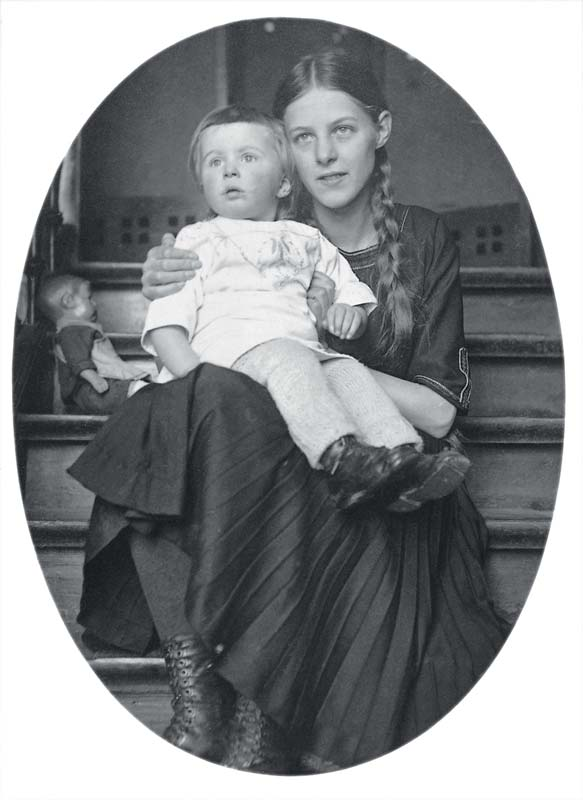
Christine „Tini“ Thiersch mit Bruder Karl, um 1923

Christine Schwarz-Thiersch wurde 1908 als drittes von sieben Kindern in Freiburg im Breisgau in eine gut situierte, ursprünglich aus München stammende Familie geboren, die bereits mehrere Maler und künstlerisch begabte Architekten hervorgebracht hatte, unter anderen auch den bekannten Maler Ludwig Thiersch (1825–1909). Der Vater, Hermann Thiersch (1874–1939) war seit 1905 Professor für Klassische Archäologie an der Universität Freiburg und ab 1918 an der Universität Göttingen.
Mit ihren Kinderbilderbüchern, die sie selbst schrieb und kunstvoll illustrierte, erntete sie Anerkennung und fand von 1925 bis 1928 Aufnahme für Kunstunterricht in Berlin und München. 1928 lernte sie auf einem von ihrem Bruder Heinz und den Kindern von Thomas Mann organisierten Faschingsball Hans Kaspar Schwarz kennen, der ebenfalls an der Akademie studierte.
Auf Empfehlung von Paul Klee kam sie als Meisterschülerin für ein weiteres Studium 1931/1932 zu Johannes Itten an die bauhausnahe «Moderne Kunstschule Berlin». Nach der Heirat mit dem Künstler Hans Kaspar Schwarz gründete das Paar eine Familie mit fünf Kindern und dem Sohn von Hans Kaspar Schwarz aus erster Ehe. Die Auseinandersetzung mit der Kunst blieb Schwarz-Thiersch auch als Mutter ein tägliches Bedürfnis.
Nach dem Tod ihres Gatten absolvierte die 58-jährige Schwarz-Thiersch eine Ausbildung als Kunsttherapeutin und arbeitete acht Jahre erzieherisch in Kinderheimen. 1991 gründete sie die "Stiftung Hans Kaspar Schwarz" und erlebte noch den Erfolg einer ersten Retrospektive der Werke ihres Gatten im Adliswiler „Sunne-Saal“. Im Jahr 1992 starb Schwarz-Thiersch in Walkringen BE.

## Werk

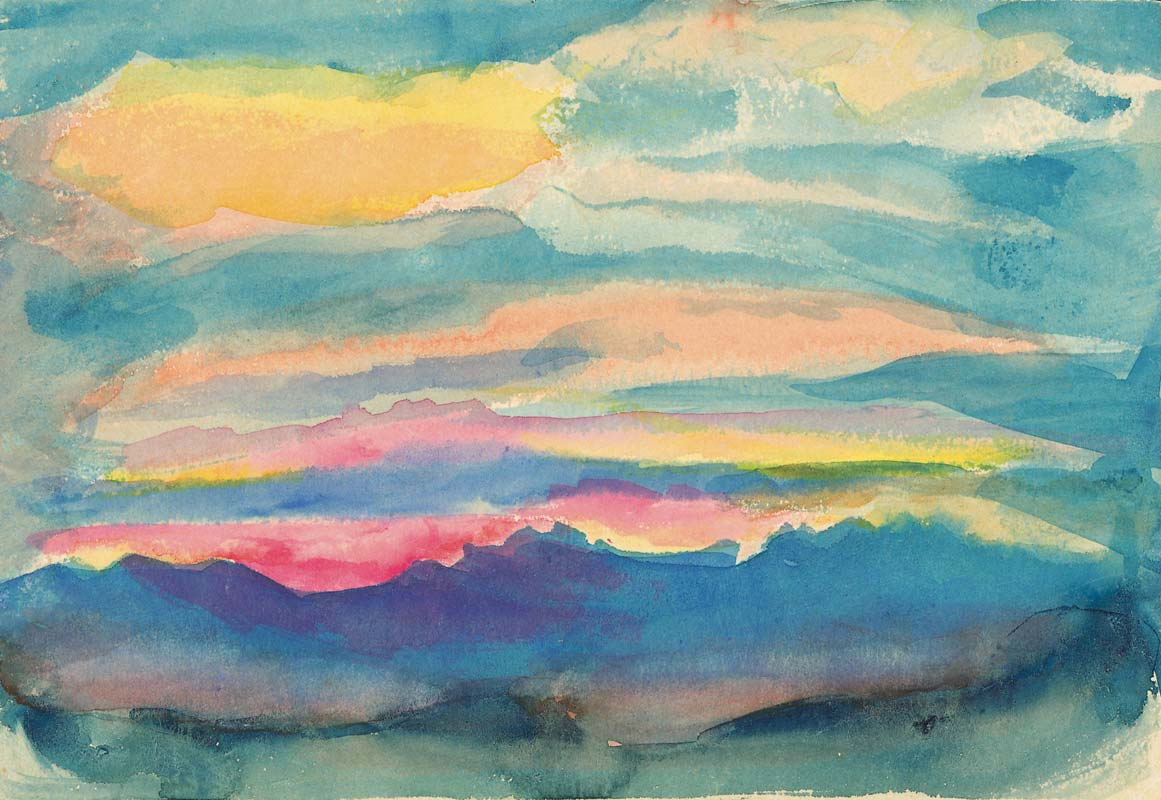
Nach Sonnenuntergang, Christine Schwarz-Thiersch, Aquarell

Christine Thiersch, Tini genannt, schrieb und zeichnete mit 16 Jahren ihr erstes Bilderbuch Karlchen und ich gehn spazieren in der Nacht. Als ihr jüngster Bruder Karl, genannt Karlchen, zur Welt kam, war die Mutter krank und die damals vierzehnjährige Tini sprang fürsorglich ein. Sie bezog sich selbst und ihren Bruder Karlchen in diese Geschichte ein und begab sich mit ihm auf eine Reise durch die Nacht – mit dem pädagogischen Sinn, dem kleinen Buben die Angst vor der Dunkelheit zu nehmen. – Das Bilderbuch wurde im Jahr 2013 sanft den heutigen Sprachgewohnheiten angepasst und von Christine Schwarz-Thierschs Nachkommen neu herausgegeben.
Die Künstlerin interessierte sich für das Wesenhafte der Farben und für ihre Ausdruckskraft. Zeitlebens war sie den Farbwirkungsgesetzen auf der Spur. Die Natur in der Umgebung des Atelierhauses, am Hang des Albis bei Adliswil, war ihr Studienort. Hier entstanden die meist kleinformatigen Bilder in Pastellkreide und Aquarell. Sie hielt darin die Tages- und Jahresabläufe und deren unterschiedliche Farb- und Lichtwirkung detailliert und variantenreich fest. Damit folgte sie den Gedanken aus Goethes Phänomenologie und Rudolf Steiners «Wochensprüchen». Nach ihrem Tod integrierten die Nachkommen die Werke ihrer Mutter in die Stiftung Hans Kaspar Schwarz.

## Veröffentlichungen
- Christine Schwarz-Thiersch: Der Zwiebelfisch – Bilderbuch, erstmals erschienen 1926, im Selbstverlag als Arbeit für die Kunstgewerbeschule München.
- Christine Schwarz-Thiersch: Karlchen und ich gehn spazieren durch die Nacht – Bilderbuch, erstmals erschienen ca. 1924. Die angehende Kunstmalerin schrieb und malte dieses Buch als 16-jähriges Mädchen zu dem Zweck, ihrem kleinen Bruder Karlchen die Angst vor der Nacht zu nehmen. Veränderte Neuausgabe unter dem Titel Karlchen und ich gehen spazieren in der Nacht: Wortfeger Media, ISBN 978-3-906095-09-7.